# Cetonia rutilans
Cetonia rutilans är en skalbaggsart som beskrevs av Oliver Erichson Janson 1881. Cetonia rutilans ingår i släktet Cetonia och familjen Cetoniidae. Inga underarter finns listade i Catalogue of Life.